# 台灣汽車客運業者列表
下表列出各台灣汽車客運營運業者。
| 公司名稱                               | 業務範圍                                                                                           | 備註 |
| -------------------------------------- | -------------------------------------------------------------------------------------------------- | --- |
| 國光汽車客運股份有限公司               | 公路汽車客運業（國道、一般公路）、市區汽車客運業（新北市、新竹市、臺中市、嘉義市、宜蘭縣）         | - 前身為中華民國政府公營的臺灣汽車客運股份有限公司，1980年代以前獨佔全臺灣公路運輸事業 - 事業品牌名稱：國光假期 - 國道路線站點遍及台灣西部屏東以北的各縣市和各直轄市 - 一般公路路線設站地區：桃園市、宜蘭縣、高雄市、屏東縣、臺東縣 - 接手原臺灣汽車客運公司的汽車客運業務 - 代駛宜興汽車客運股份有限公司路線 - 2015年9月開辦宜蘭縣假日市區公車 |
| 統聯汽車客運股份有限公司               | 公路汽車客運業（國道、一般公路）、市區汽車客運業（桃園市、臺中市、雲林縣、臺南市、高雄市、花蓮縣） | - 國道路線站點遍及臺灣西部屏東以北的各縣市和各直轄市（基隆市除外） - 一般公路路線設站地區：花蓮縣 - 由部分原違法經營國道汽車客運的業者共組的合法公司(第一大股東為中興大業巴士集團、第二大股東為臺北首都客運集團) - 臺灣本島最早榮獲中華民國政府核准設立的合法國道汽車客運民營業者                                                               |
| 和欣汽車客運股份有限公司               | 公路汽車客運業（國道）、市區汽車客運業（臺中市）                                                   | - 事業品牌名稱：和欣假期 - 國道路線設站地區：臺北市、新北市、桃園市、新竹市、臺中市、彰化縣、嘉義市、臺南市、高雄市 |
| 豪泰汽車客運股份有限公司               | 公路汽車客運業（國道）                                                                             | - 國道路線設站地區：臺北市、新竹市 |
| 日統汽車客運股份有限公司               | 公路汽車客運業（一般公路）                                                                         | - 一般公路路線設站地區：雲林縣（斗六市、麥寮鄉） |
| 葛瑪蘭汽車客運股份有限公司             | 公路汽車客運業（國道）、市區汽車客運業（宜蘭縣）                                                   | - 國道路線設站地區：臺北市、新北市、桃園市、宜蘭縣、花蓮縣 |
| 台聯汽車客運股份有限公司               | 公路汽車客運業（國道）                                                                             | - 國道路線設站地區：臺北市、新北市、桃園市、新竹縣 |
| 亞聯汽車客運股份有限公司               | 公路汽車客運業（國道）                                                                             | - 國道路線設站地區：臺北市、新北市、桃園市、新竹市 |
| 汎航通運股份有限公司                   | 公路汽車客運業（國道）                                                                             | - 國道路線設站地區：臺北市、新北市、桃園市 |
| 泰樂遊覽車客運有限公司                 | 公路汽車客運業（國道）                                                                             | - 國道路線設站地區：基隆市、臺北市、新北市 |
| 日豪客運股份有限公司                   | 公路汽車客運業（國道）、市區汽車客運業（新北市）                                                   | - 國道路線設站地區：基隆市、臺北市、桃園市、新竹市 |
| 亞通汽車客運股份有限公司               | 公路汽車客運業（國道）、市區汽車客運業（桃園市）                                                   | - 事業品牌名稱：亞通巴士 - 台灣愛交通聯盟成員 - 國道路線設站地區：臺北市、桃園市 |
| 中鹿汽車客運股份有限公司               | 公路汽車客運業（國道）、市區汽車客運業（臺中市、彰化縣）                                           | - 台灣愛交通聯盟成員 - 國道路線設站地區：臺中市、彰化縣 |
| 基隆汽車客運股份有限公司               | 公路汽車客運業（國道、一般公路）、市區汽車客運業（新北市、基隆市）                                 | - 國道路線設站地區：新北市、基隆市、臺北市 - 一般公路路線設站地區：新北市、基隆市、臺北市 |
| 基隆市公共汽車管理處                   | 市區汽車客運業（基隆市）                                                                           | - 基隆市政府所屬事業機構（地方政府公營事業） - 一般公路路線設站地區：基隆市 |
| 大都會汽車客運股份有限公司             | 公路汽車客運業（國道）、市區汽車客運業（新北市、臺北市、宜蘭縣）                                   | - 臺北首都客運集團成員 - 接手原臺北市公共汽車管理處的汽車客運業務 - 國道汽車客運事業品牌名稱：都會之星 - 國道路線設站地區：新北市、基隆市、臺北市、宜蘭縣 |
| 中興大業巴士股份有限公司               | 公路汽車客運業（國道、一般公路）、市區汽車客運業（新北市、臺北市）                                 | - 中興大業巴士集團成員 - 事業品牌名稱：中興巴士 - 國道路線設站地區：新北市、基隆市、臺北市、桃園市 - 一般公路路線設站地區：新北市、基隆市、臺北市 |
| 臺北汽車客運股份有限公司               | 公路汽車客運業（國道、一般公路）、市區汽車客運業（新北市、臺北市、花蓮縣）                         | - 臺北首都客運集團成員 - 國道路線設站地區：新北市、基隆市、臺北市、桃園市、宜蘭縣 - 一般公路路線設站地區：新北市、臺北市、桃園市 |
| 光華巴士股份有限公司                   | 公路汽車客運業（國道）、市區汽車客運業（新北市、臺北市）                                           | - 中興大業巴士集團成員 - 國道路線設站地區：基隆市、臺北市 |
| 首都客運股份有限公司                   | 公路汽車客運業（國道）、市區汽車客運業（新北市、臺北市、宜蘭縣、花蓮縣）                           | - 臺北首都客運集團成員 - 國道汽車客運事業品牌名：首都之星 - 國道路線設站地區：基隆市、臺北市、新竹市、宜蘭縣 |
| 新北汽車客運股份有限公司               | 公路汽車客運業（一般公路）、市區汽車客運業（新北市、臺北市）                                       | - 中興大業巴士集團成員 - 一般公路路線設站地區：基隆市、臺北市、新北市 |
| 三重汽車客運股份有限公司               | 公路汽車客運業（國道、一般公路）、市區汽車客運業（新北市、臺北市、桃園市）                         | - 臺北首都客運集團成員 - 國道路線設站地區：臺北市、新北市、桃園市、新竹市 - 一般公路路線設站地區：臺北市、新北市、桃園市 |
| 大有巴士股份有限公司                   | 公路汽車客運業（國道）、市區汽車客運業（臺北市）                                                   | - 國道路線設站地區：臺北市、新北市、桃園市、臺中市 |
| 中壢汽車客運股份有限公司               | 公路汽車客運業（國道、一般公路）、市區汽車客運業（桃園市）                                         | - 國道路線設站地區：臺北市、新北市、桃園市 - 一般公路路線設站地區：桃園市、新竹縣、新竹市 |
| 台中汽車客運股份有限公司               | 公路汽車客運業（國道、一般公路）、市區汽車客運業（臺中市）                                         | - 臺北首都客運集團成員 - 國道路線設站地區：臺北市、新北市、桃園市、新竹市、臺中市、南投縣、彰化縣、雲林縣、嘉義縣、嘉義市 - 一般公路路線設站地區：臺中市、南投縣 |
| 指南汽車客運股份有限公司               | 公路汽車客運業（國道）、市區汽車客運業（新北市、臺北市、桃園市）                                   | - 中興大業巴士集團成員 - 國道路線設站地區：臺北市、新北市、桃園市 |
| 豐原汽車客運股份有限公司               | 公路汽車客運業（國道、一般公路）、市區汽車客運業（臺中市）                                         | - 國道路線設站地區：臺北市、新北市、桃園市、苗栗縣、臺中市 - 一般公路路線設站地區：臺中市、南投縣、苗栗縣、花蓮縣 |
| 新竹汽車客運股份有限公司               | 公路汽車客運業（國道、一般公路）、市區汽車客運業（桃園市、新竹市、新竹縣）                         | - 國道路線設站地區：臺北市、桃園市、新竹市、臺中市 - 一般公路路線設站地區：桃園市、新竹市、新竹縣、苗栗縣、臺中市 |
| 桃園汽車客運股份有限公司               | 公路汽車客運業（國道、一般公路）、市區汽車客運業（新北市、桃園市）                                 | - 國道路線設站地區：臺北市、桃園市 - 一般公路路線設站地區：臺北市、新北市、桃園市、新竹縣 |
| 亦捷科際整合股份有限公司               | 公路汽車客運業（國道、一般公路）                                                                   | - 國道路線設站地區：臺北市、桃園市 - 一般公路路線設站地區：新竹市、新竹縣、苗栗縣 |
| 捷乘客運有限公司                       | 公路汽車客運業（一般公路）、市區汽車客運業（桃園市、新竹縣、苗栗縣、嘉義縣、嘉義市、屏東縣）       | - 一般公路路線設站地區：新竹市、新竹縣、苗栗縣 |
| 金牌客運有限公司                       | 公路汽車客運業（一般公路）、市區汽車客運業（新竹市、新竹縣、苗栗縣）                               | - 一般公路路線設站地區：新竹縣、苗栗縣 |
| 科技之星交通股份有限公司               | 公路汽車客運業（一般公路）、市區汽車客運業（新竹市、新竹縣）                                       | - 一般公路路線設站地區：新竹縣 |
| 苗栗汽車客運股份有限公司               | 公路汽車客運業（一般公路）、市區汽車客運業（臺中市、新竹市）                                       | - 一般公路路線設站地區：新竹市、新竹縣、苗栗縣、臺中市 |
| 全航汽車客運股份有限公司               | 公路汽車客運業（一般公路）、市區汽車客運業（臺中市）                                               | - 台灣愛交通聯盟成員 - 一般公路路線設站地區：臺中市、南投縣 |
| 杉林溪遊樂事業股份有限公司             | 公路汽車客運業（一般公路）                                                                         | - 汽車客運事業品牌名稱：杉林溪客運 - 一般公路路線設站地區：臺中市、南投縣 |
| 南投汽車客運股份有限公司               | 公路汽車客運業（一般公路）、市區汽車客運業（南投縣）                                               | - 一般公路路線設站地區：臺中市、南投縣 - 為屏東客運子公司 |
| 員林汽車客運股份有限公司               | 公路汽車客運業（一般公路）、市區汽車客運業（彰化縣、南投縣）                                       | - 一般公路路線設站地區：臺中市、南投縣、彰化縣、雲林縣、嘉義市、嘉義縣 |
| 彰化汽車客運股份有限公司               | 公路汽車客運業（一般公路）、市區汽車客運業（彰化縣、南投縣）                                       | - 一般公路路線設站地區：臺中市、南投縣、彰化縣 |
| 總達汽車客運股份有限公司               | 公路汽車客運業（一般公路）、市區汽車客運業（臺中市）                                               | - 一般公路路線設站地區：臺中市、南投縣 |
| 豐榮汽車客運股份有限公司               | 公路汽車客運業（一般公路）、市區汽車客運業（臺中市）                                               | - 一般公路路線設站地區：南投縣 |
| 臺西汽車客運股份有限公司               | 公路汽車客運業（國道、一般公路）、市區汽車客運業（雲林縣）                                         | - 國道路線設站地區：臺中市、彰化縣、雲林縣 - 一般公路路線設站地區：雲林縣、南投縣、嘉義市、嘉義縣 |
| 嘉義汽車客運股份有限公司               | 公路汽車客運業（一般公路）、市區汽車客運業（雲林縣、嘉義縣）                                       | - 一般公路路線設站地區：雲林縣、嘉義市、嘉義縣、臺南市 - 為高雄客運子公司 |
| 嘉義縣公共汽車管理處                   | 公路汽車客運業（一般公路）、市區汽車客運業（嘉義縣）                                               | - 嘉義縣政府所屬事業機構（地方政府公營事業） - 一般公路路線設站地區：嘉義市、嘉義縣、雲林縣 |
| 高雄汽車客運股份有限公司               | 公路汽車客運業（一般公路）、市區汽車客運業（高雄市、屏東縣）                                       | - 一般公路路線設站地區：臺南市、高雄市、屏東縣 |
| 屏東汽車客運股份有限公司               | 公路汽車客運業（一般公路）、市區汽車客運業（屏東縣）                                               | - 一般公路路線設站地區：高雄市、屏東縣 |
| 興東汽車客運股份有限公司               | 公路汽車客運業（一般公路）                                                                         | - 一般公路路線設站地區：臺東縣、花蓮縣 |
| 東台灣汽車客運股份有限公司             | 公路汽車客運業（一般公路）                                                                         | - 一般公路路線設站地區：臺東縣 |
| 淡水汽車客運股份有限公司                 | 市區汽車客運業（臺北市、新北市）                                                                   | - 中興大業巴士集團成員 |
| 大南汽車股份有限公司                   | 市區汽車客運業（臺北市、新北市）                                                                   | - 行政院國軍退除役官兵輔導委員會所屬事業機構 |
| 欣欣客運股份有限公司                   | 市區汽車客運業（臺北市、新北市）                                                                   | - 行政院國軍退除役官兵輔導委員會所屬事業機構 |
| 新店客運股份有限公司                   | 市區汽車客運業（臺北市、新北市）                                                                   | |
| 東南汽車客運股份有限公司               | 市區汽車客運業（臺北市、臺中市、高雄市）                                                           | |
| 皇家客運股份有限公司                   | 市區汽車客運業（臺北市）                                                                           | |
| 台灣真好小客車租賃有限公司             | 市區汽車客運業（桃園市）                                                                           | |
| 建明汽車客運股份有限公司               | 市區汽車客運業（臺中市）                                                                           | - 事業品牌名稱：飛狗巴士 - 最後一條國道路線5503已於2018年10月停駛 |
| 中台灣客運股份有限公司                 | 市區汽車客運業（臺中市）                                                                           | - 為統聯客運子公司 |
| 巨業交通股份有限公司                   | 市區汽車客運業（臺中市、臺南市）                                                                   | - 台灣愛交通聯盟成員 |
| 睿奕交通股份有限公司                   | 市區汽車客運業（臺中市）                                                                           | |
| 新營汽車客運股份有限公司               | 市區汽車客運業（臺南市）                                                                           | |
| 興南汽車客運股份有限公司               | 市區汽車客運業（臺南市）                                                                           | |
| 府城汽車客運股份有限公司               | 市區汽車客運業（臺南市）                                                                           | - 為高雄客運子公司 |
| 港都汽車客運股份有限公司               | 市區汽車客運業（高雄市）                                                                           | - 接手原高雄市公共汽車管理處的汽車客運業務 |
| 義大汽車客運股份有限公司               | 市區汽車客運業（高雄市）                                                                           | |
| 南台灣汽車客運股份有限公司             | 市區汽車客運業（高雄市）                                                                           | - 為屏東客運子公司 |
| 漢程汽車客運股份有限公司               | 市區汽車客運業（臺南市、高雄市）                                                                   | - 台灣愛交通聯盟成員 |
| 財團法人一粒麥子社會福利慈善事業基金會 | 市區汽車客運業（屏東縣）                                                                           | |
| 普悠瑪客運股份有限公司                 | 市區汽車客運業（臺東縣）                                                                           | - 為高雄客運子公司 |
| 太魯閣客運股份有限公司                 | 市區汽車客運業（花蓮縣）                                                                           | |
| 華聯遊覽車客運股份有限公司             | 市區汽車客運業（花蓮縣）                                                                           | |
| 澎湖縣公共車船管理處                   | 市區汽車客運業（澎湖縣）                                                                           | - 澎湖縣政府所屬事業機構（地方政府公營事業） |
| 雄獅通運                               | 市區汽車客運業（澎湖縣）                                                                           | |
| 金門縣公共車船管理處                   | 市區汽車客運業（金門縣）                                                                           | - 金門縣政府所屬事業機構（地方政府公營事業） |
| 連江縣公共汽車管理處                   | 市區汽車客運業（連江縣）                                                                           | - 連江縣政府所屬事業機構（地方政府公營事業） |
| 琉球鄉公所                             | 市區汽車客運業（屏東縣）                                                                           | - 屏東縣政府所屬事業機構，原由琉球鄉公共汽車管理所 經營（地方政府公營事業） |
| 蘭嶼鄉公共汽車管理所                   | 市區汽車客運業（臺東縣）                                                                           | - 臺東縣政府所屬事業機構，由蘭嶼鄉公所經營（地方政府公營事業） |

## 外部連結
- 交通部公路總局* （页面存档备份，存于）